# توم هانسن (منافس ألعاب قوى)
توم هانسن (بالدنماركية: Tom B. Hansen)‏ هو منافس ألعاب قوى دنماركي، ولد في 25 فبراير 1948 في آرهوس في الدنمارك.

## وصلات خارجية
- توم هانسن على موقع الاتحاد الدولي لألعاب القوى (الإنجليزية)
- توم هانسن على موقع أوليمبيديا (الإنجليزية)